# 이재훈 (연출가)
이재훈은 대한민국의 텔레비전 드라마 연출감독이다.

## 드라마
- 2011년 ~ 2012년 KBS1 TV소설 《복희 누나》 ,,, 조연출
- 2013년 KBS2 월화 미니시리즈 《굿 닥터》 ... 조연출
- 2014년 KBS1 대하드라마 《정도전》 ... 공동연출
- 2014년 KBS2 드라마스페셜 《원혼》 ... 연출
- 2017년 KBS2 수목 미니시리즈 《김과장》 ... 공동연출
- 2018년 KBS2 수목 미니시리즈 《오늘의 탐정》 ... 공동연출
- 2019년 KBS2 주말 연속극 《세상에서 제일 예쁜 내 딸》 ... 프로듀서
- 2020년 ~ 2021년 JTBC 수목 드라마 《런 온》 ... 연출
- 2023년 JTBC 토일 드라마 《신성한, 이혼》 ... 연출